# Waldgebiet Brock
Waldgebiet Brock este o arie protejată (arie specială de conservare — SAC, sit de importanță comunitară — SCI) din Germania întinsă pe o suprafață de 76,24 ha, integral pe uscat.

## Localizare
Centrul sitului Waldgebiet Brock este situat la coordonatele 51°50′11″N 7°43′20″E / 51.8364°N 7.7222°E.

## Înființare
Situl Waldgebiet Brock a fost declarat sit de importanță comunitară în martie 2001 pentru a proteja un număr necunoscut de specii din flora spontană și fauna sălbatică aflate în arealul zonei. Situl a fost protejat și ca arie specială de conservare în iulie 2004.

## Biodiversitate
Situată în ecoregiunea atlantică, aria protejată conține 2 habitate naturale: Păduri de fag Asperulo-Fagetum, Păduri de stejar sau de stejar și carpen sub-atlantice și medio-europene de Carpinion betuli.
La baza desemnării sitului se află un număr nedeclarat de specii protejate.